# Pseudomicronia adjudicataria
Pseudomicronia adjudicataria är en fjärilsart som beskrevs av Walker. Pseudomicronia adjudicataria ingår i släktet Pseudomicronia och familjen Uraniidae. Inga underarter finns listade.